# Batalla d'Albarrasí
La batalla d'Albarrasí va ser una batalla que tingué lloc l'estiu del 1937 durant la Guerra Civil Espanyola.

## Antecedents
El front d'Aragó va representar des de l'inici de la guerra un front secundari, però primordial de les tropes republicanes. Mentre que la ciutat de Terol, la Serra d'Albarracín i el corredor del Jiloca van ser controlats pels revoltats, la zona del Baix Aragó, les Conques Mineras Centrales (arribant fins a Pancrudo) i el Camp de Belchite va romandre sota la influència del govern fidel a la República, i es va estabilitzar en arribar els milicians republicans de Catalunya.
Les tropes franquistes d'Aragó mantenien una feble posició defensant una llarga línia de front que anava des dels Pirineus fins a Terol que continuava als Monts Universals i el naixement del Tajo, sent un objectiu interessant per les numèricament superiors tropes republicanes, especialment les assetjades Osca i Terol. Com suport a l'ofensiva republicana sobre Brunete i per obligar l'enemic a mantenir les seves posicions en aquest front, els republicans d'Aragó planegen llançar una petita ofensiva sobre Albarrasí mentre l'objectiu principal era envoltar Terol des de la rereguarda.

## Batalla
El 6 de juliol, la 42a Divisió de l'Exèrcit Popular va atacar Albarrasí, on va entrar l'endemà, i on els defensors resistien a la Catedral i a la caserna de la Guàrdia Civil, i després de set dies de setge, el Terç de Doña María de Molina i Marco de Bello i els Regulars van aixecar el setge, i la superioritat de les forces franquistes va donar pas a la ofensiva del general Miguel Ponte Manso de Zúñiga, que va arribar a ocupar bona part dels pobles de la serra que havien quedat en mans republicanes des de l'inici de la guerra, retrocedint aquests fins als pobles al límit de la província de Conca.

## Conseqüències
A principi de desembre de 1937 Franco va destinar dotze divisions entre la vall del Jalón i la línia Calatayud-Medinaceli per llançar una ofensiva sobre Guadalajara que, combinada amb una altra pel Jarama hauria d'encerclar i prendre Madrid, i per evitar-ho els republicans van atacar Terol, on van entrar el 22 de desembre, però la defensa de Domingo Rey d'Harcourt va resistir fins al 8 de gener.